# Мачапунга
Мачапунга (на английски: Machapunga) е северноамериканско индианско племе, което по време на колониалния период живее в района на езерото Матамаскет, в крайбрежната зона на Северна Каролина, главно в окръг Хайд като през 1600 г. вероятно наброяват около 1200 души в комбинация с други племена. През 1701 г. Джон Лоусън оценява населението им на около 100 души или 30 войни. Въз основа на неговите сведения, езика мачапунга е класифициран към алгонкинските езици. Не е изключено към тях да са се присъединили остатъци от племето секотан, живеещи между Албемарл Саунд и река Памлико през 1585 – 86 г., когато е основана колонията Роанок. До 1701 г. им остава само едно село наречено „Матамъскийт“. През 1711 – 1715 г. взимат участие във Войната тускарора. След войната към тях се присъединяват оцелелите от кори и Беър Ривър индианците, с които заедно се установяват на езерото Матамаскет. През 1761 г. се споменава, че малък брой от тях все още живеят там.